# Tino Kadewere
Tino Kadewere (Harare, 1996. január 5. –) zimbabwei válogatott labdarúgó, a spanyol Mallorca csatárja kölcsönben a francia Lyon csapatától.

## Pályafutása

### Klubcsapatokban
Kadewere a zimbabwei Harare városában született. Az ifjúsági pályafutását a Prince Edward School csapatában kezdte, majd a Harare City akadémiájánál folytatta.
2015-ben mutatkozott be a svéd első osztályban szereplő Djurgården felnőtt keretében. 2018-ban a francia Le Havre szerződtette. 2020. január 22-én 4½ éves szerződést kötött az első osztályban érdekelt Lyon együttesével, majd egy nappal később visszatért a Le Havre csapatához a szezon hátralévő részére. Először a 2022. szeptember 11-ei, Bordeaux ellen 0–0-ás döntetlennel zárult mérkőzés 73. percében, Memphis Depay cseréjeként lépett pályára. Első gólját 2020. október 18-án, a Strasbourg ellen idegenben 3–2-es győzelemmel zárult találkozón szerezte meg. A 2022–23-as idényben a spanyol Mallorcánál szerepelt kölcsönben.

### A válogatottban
Kadewere 2015 és 2022 között tagja volt a zimbabwei válogatottnak.

## Statisztikák
2023. március 31. szerint
| Klub                  | Szezon   | Osztály     | Bajnokság | Bajnokság | Kupa és Ligakupa | Kupa és Ligakupa | Nemzetközi | Nemzetközi | Összesen | Összesen |
| Klub                  | Szezon   | Osztály     | Meccs     | Gól       | Meccs            | Gól              | Meccs      | Gól        | Meccs    | Gól      |
| --------------------- | -------- | ----------- | --------- | --------- | ---------------- | ---------------- | ---------- | ---------- | -------- | -------- |
| Djurgården            | 2015     | Allsvenskan | 5         | 0         | 0                | 0                | —          | —          | 5        | 0        |
| Djurgården            | 2016     | Allsvenskan | 21        | 3         | 1                | 1                | —          | —          | 22       | 4        |
| Djurgården            | 2017     | Allsvenskan | 10        | 2         | 0                | 0                | —          | —          | 10       | 2        |
| Djurgården            | 2018     | Allsvenskan | 12        | 8         | 6                | 4                | —          | —          | 18       | 12       |
| Djurgården            | Összesen | Összesen    | 48        | 13        | 7                | 5                | 0          | 0          | 55       | 18       |
| Le Havre              | 2018–19  | Ligue 2     | 23        | 5         | 4                | 2                | —          | —          | 27       | 7        |
| Le Havre              | 2019–20  | Ligue 2     | 24        | 20        | 0                | 0                | —          | —          | 24       | 20       |
| Le Havre              | Összesen | Összesen    | 47        | 25        | 4                | 2                | 0          | 0          | 51       | 27       |
| Lyon                  | 2020–21  | Ligue 1     | 33        | 10        | 0                | 0                | —          | —          | 33       | 10       |
| Lyon                  | 2021–22  | Ligue 1     | 15        | 1         | 0                | 0                | 5          | 0          | 20       | 1        |
| Lyon                  | Összesen | Összesen    | 48        | 11        | 0                | 0                | 5          | 0          | 53       | 11       |
| Mallorca (kölcsönben) | 2022–23  | La Liga     | 11        | 1         | 4                | 1                | —          | —          | 15       | 2        |
| Összesen              | Összesen | Összesen    | 154       | 50        | 15               | 8                | 5          | 0          | 174      | 58       |

### A válogatottban
| Válogatott | Év       | Pályára lépés | Gól |
| ---------- | -------- | ------------- | --- |
| Zimbabwe   | 2015     | 2             | 0   |
| Zimbabwe   | 2016     | 2             | 0   |
| Zimbabwe   | 2017     | 1             | 0   |
| Zimbabwe   | 2018     | 6             | 2   |
| Zimbabwe   | 2019     | 5             | 0   |
| Zimbabwe   | 2020     | 2             | 1   |
| Zimbabwe   | 2021     | 1             | 0   |
| Zimbabwe   | 2022     | 3             | 0   |
| Összesen   | Összesen | 22            | 3   |

#### Góljai a válogatottban
| # | Időpont            | Helyszín                                                 | Ellenfél | Gólok | Eredmény | Kiírás                                    |
| - | ------------------ | -------------------------------------------------------- | -------- | ----- | -------- | ----------------------------------------- |
| 1 | 2018. június 9.    | Peter Mokaba Stadion, Polokwane, Dél-afrikai Köztársaság | Zambia   | 1–0   | 4–2      | 2018-as COSAFA-kupa                       |
| 2 | 2018. június 9.    | Peter Mokaba Stadion, Polokwane, Dél-afrikai Köztársaság | Zambia   | 2–2   | 4–2      | 2018-as COSAFA-kupa                       |
| 3 | 2020. november 12. | Stade du 5 Juillet, Algír, Algéria                       | Algéria  | 1–3   | 1–3      | 2021-es afrikai nemzetek kupája-selejtező |

## Sikerei, díjai
Djurgården
- Svéd Kupa
  - Győztes (1): 2017–18

Lyon
- Francia Ligakupa
  - Döntős (1): 2019–20

Zimbabwei válogatott
- COSAFA-kupa
  - Győztes (1): 2018

Egyéni
- A francia másodosztály gólkirálya: 2019–20 (20 góllal)
- Ligue 2 – A Hónap Játékosa (UNFP): 2019 augusztus